# HD 68980
HD 68980 (nota anche come r Puppis) è una stella gigante azzurra con una magnitudine apparente di 4,81. È situata nella costellazione della Poppa e dista 979 anni luce dal sistema solare.

## Osservazione
Si tratta di una stella situata nell'emisfero celeste australe. La sua posizione moderatamente australe fa sì che questa stella sia osservabile specialmente dall'emisfero sud, in cui si mostra alta nel cielo nella fascia temperata;dall'emisfero boreale la sua osservazione risulta invece più penalizzata, specialmente al di fuori della fascia tropicale. La sua magnitudine apparente di 4,8 fa sì che possa essere scorta solo con un cielo sufficientemente libero dagli effetti dell'inquinamento luminoso.
Il periodo migliore per la sua osservazione nel cielo serale ricade nei mesi compresi fra dicembre e maggio; nell'emisfero sud è visibile anche all'inizio dell'inverno, grazie alla declinazione australe della stella, mentre nell'emisfero nord può essere osservata limitatamente durante i mesi della tarda estate boreale.

## Caratteristiche fisiche
La stella è una gigante azzurra. Possiede una magnitudine assoluta di -2,58 e la sua velocità radiale positiva indica che la stella si sta allontanando dal sistema solare.